# Journal of Computational Chemistry
Journal of Computational Chemistry, abgekürzt J. Comput. Chem., ist eine wissenschaftliche Fachzeitschrift, die vom Wiley-Verlag veröffentlicht wird. Die erste Ausgabe erschien im Jahr 1980. Derzeit erscheint die Zeitschrift zweiunddreißigmal im Jahr. Es werden Artikel aus allen Bereichen der Computer-gestützten Chemie veröffentlicht.
Der Impact Factor lag im Jahr 2020 bei 3,376 Nach der Statistik des Web of Science wird das Journal mit diesem Impact Factor in der Kategorie multidisziplinäre Chemie an 80. Stelle von 178 Zeitschriften geführt.
Chefredakteure sind Charles L Brooks (University of Michigan), Ann Arbor, Vereinigte Staaten von Amerika, Masahiro Ehara (Institute of Molecular Science), Okazaki, Japan, Gernot Frenking (Philipps-Universität Marburg) und Peter R. Schreiner (Justus-Liebig-Universität Gießen).